# Geschriebenstein
Der Geschriebenstein (auch: Gschriebenstein, ungarisch: Írott-kő) ist mit 884 m der höchste Berg des Burgenlandes und Westungarns. Er ist der höchste Punkt des Günser Gebirges und der östlichste Ausläufer der Alpen.
Der Gipfel befindet sich nördlich von Rechnitz und südlich von Lockenhaus an der österreichisch-ungarischen Grenze. Der ungarische Teil befindet sich auf dem Gemeindegebiet von Bozsok. Das nächste Dorf auf ungarischer Seite ist Velem im Komitat Vas.

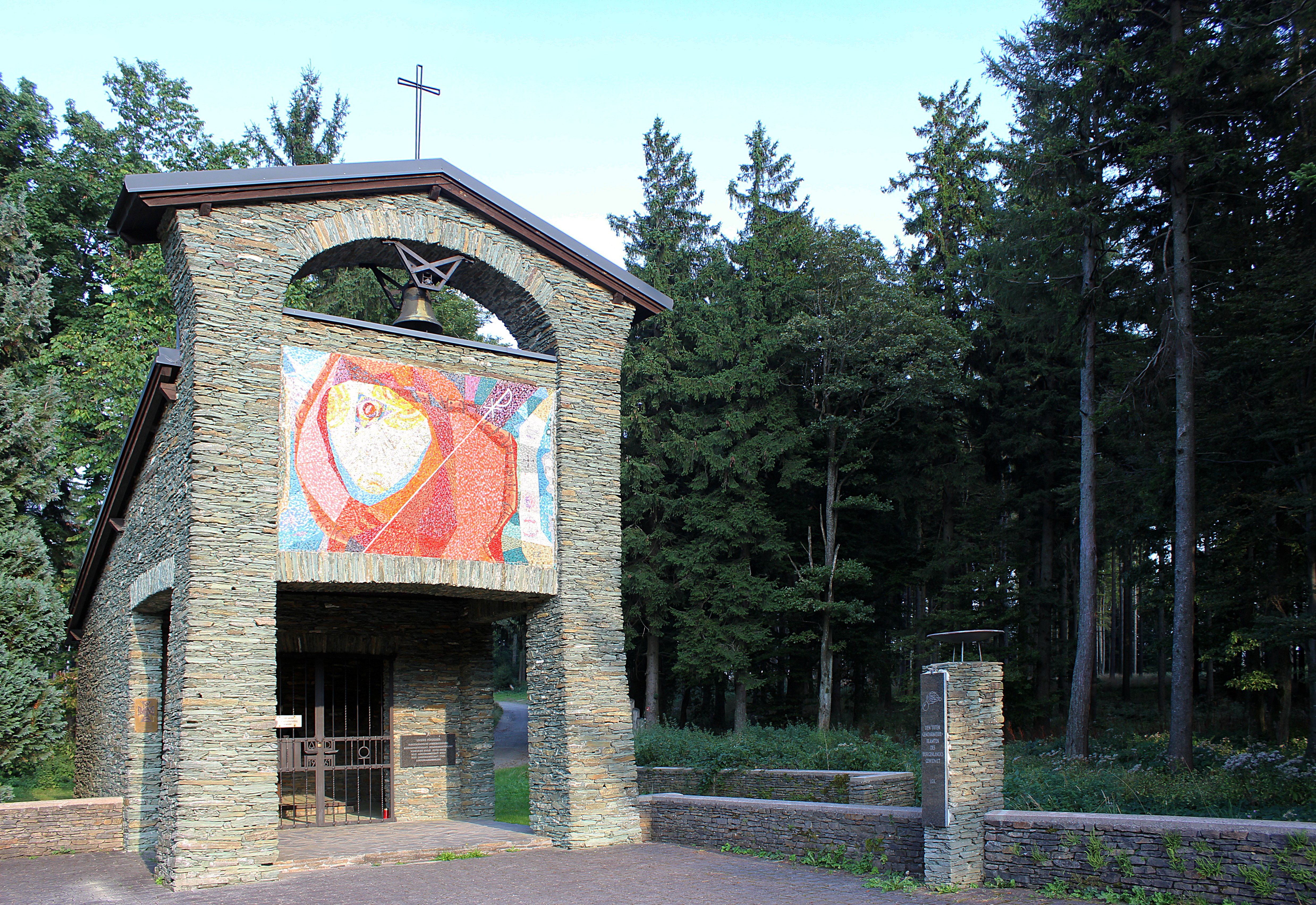
Landesehrenmal des Burgenlandes

An der Geschriebenstein Straße befindet sich das Landesehrenmal des Burgenlandes, das 1961 zum Gedenken an die Gefallenen beider Weltkriege errichtet wurde. Die künstlerische Gestaltung stammt von Feri Zotter.

## Namensherkunft
Der Geschriebenstein bezeichnet die niedergeschriebene Grenze zwischen den Esterházys im Norden und den Batthyánys im Süden.

## Naturpark Geschriebenstein

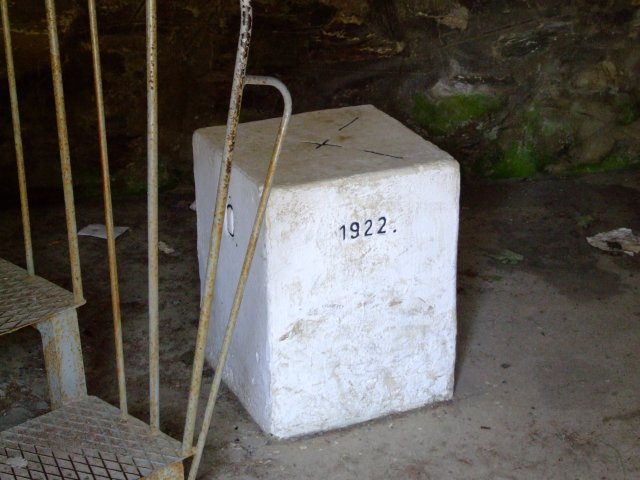
Der Grenzstein im Turm

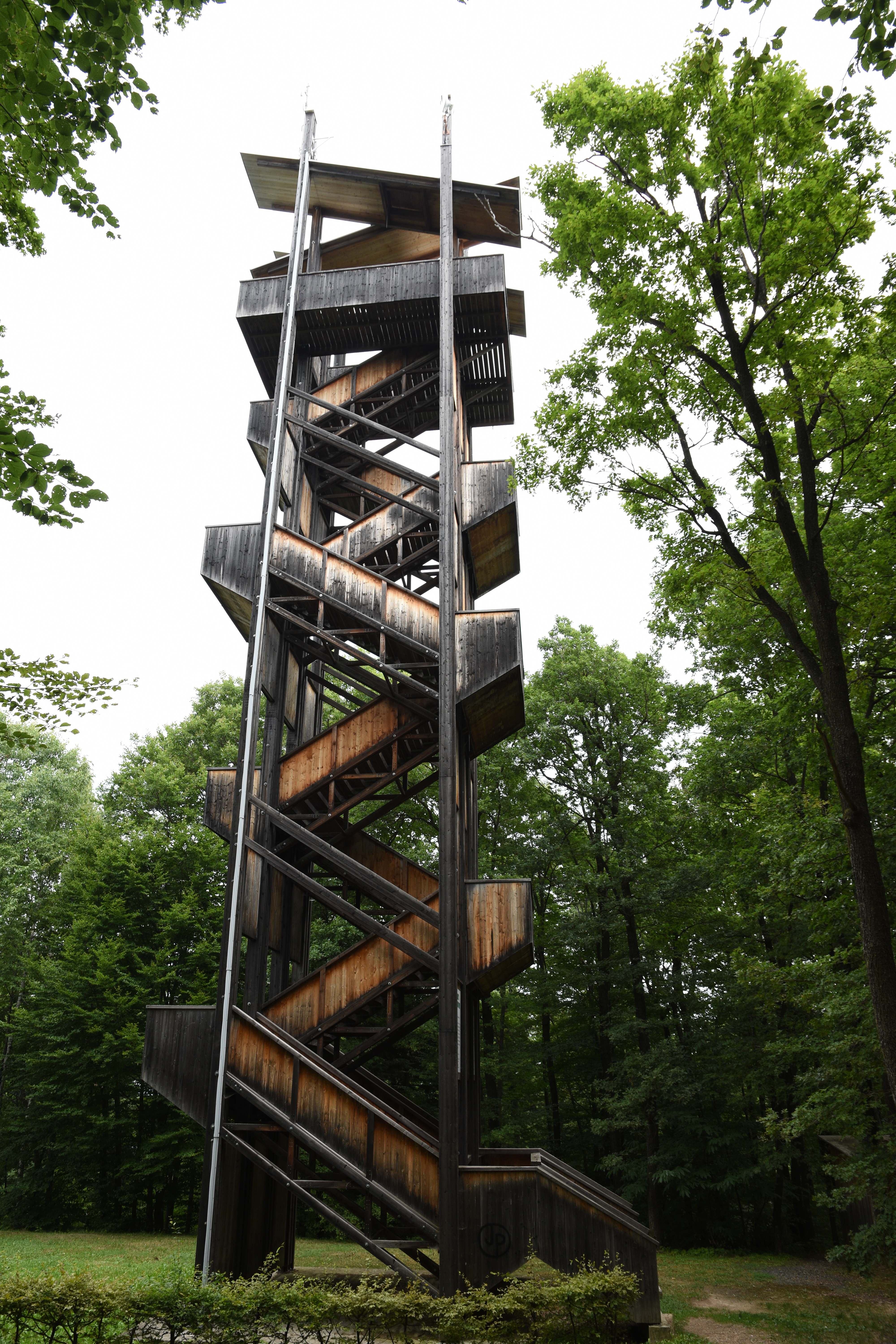
Die Margarethenwarte auf den Nordhängen des Geschriebensteins

Das Gebiet wird vom Naturpark Geschriebenstein-Írottkő umfasst, dem ersten grenzüberschreitenden Naturpark zwischen Österreich und Ungarn.
Direkt an der Staatsgrenze steht seit 1913 ein von der Gemeinde Rechnitz erbauter Aussichtsturm aus Stein, der einen 1891 von der Gemeinde Güns errichteten Holzturm („Árpád-Turm“) ersetzte.
Nach dem Vertrag von Trianon verläuft die Grenze seit 1920 mitten durch den Aussichtsturm, wie ein Grenzstein im Turm zeigt. Der Eingang zum Aussichtspunkt befindet sich auf der österreichischen Seite.
Nach dem Fall des „Eisernen Vorhangs“ ist dort seit 2001 der Grenzübertritt möglich.
Auf den Nordhängen über Lockenhaus befindet sich auf einer Höhe von 507 m ü. A. die Margarethenwarte, ein 31 m hoher Aussichtsturm aus Holz, der im Jahr 2000 errichtet wurde.

## Wanderwege
Über den Geschriebenstein führt eine Variante des ostösterreichischen Grenzlandwegs (Weitwanderweg 07) sowie der Burgenland-Weitwanderweg, außerdem beginnen hier die beiden ungarischen Fernwanderwege Országos Kéktúra und Rockenbauer Pál Dél-dunántúli Kéktúra. Zusätzlich ist der Geschriebenstein ein wichtiger Punkt des Alpannonia-Weitwanderweges.